# Jakob Clerck
Jakob Clerck (Clerk), född 1715, död 1766, var en svensk ornamentbildhuggare och tecknare.
Han var son till kamrer Alexander Clerck och Elisabeth Gram samt från 1747 gift med Anna Margareta Bodberg. 
Clerck var huvudsakligen verksam i Stockholm där han var anlitad för inredningsdetaljer på slottet. Tillsammans med Joseph Lambert Dequinze och Pierre David utförde han 1745-1746 fönsterpanelerna och fönstersmygarnas pannåer i Communicationsrummet eller förmaket mellan konungens och drottningens rum samt tillsammans med Fant spegelramarna i kronprins Gustafs audiensrum. Han medverkade även i det brådskande arbete som utfördes inför riksdagens öppnande 1755 där han skar ena dörröverstycket i Justitiesalen (första kungliga rådssalen) medan det andra dörröverstycket skars av Griebenstein. Samma år skar han två kartuscher med emblem som placerades över östra gavelns sidonischer i Rikssalen.
1749 slöts ett avtal mellan Clerck och Katarina kyrka om uppförandet av en ny orgelläktare. Han lämnade ett par förslag utarbetade i samråd med Theulig och ett av förslagen godkändes 1752. Till orgelfasaden hörde även siffertavla där Clercks ritning korrigerades av Carl Fredrik Adelcrantz. Bland hans övriga arbeten i Katarina kyrka märks de två nummertavlorna på korskranket som han skulpterade 1763. Clerck har även utfört ritningar för altaruppsatsen i Valbo kyrka i Gästrikland. Uppsatsen utfördes 1755 av Johan Ljung och finns nu bevarad i Gävle museum. 